# Afrikaanse bruine kiekendief
De Afrikaanse bruine kiekendief (Circus ranivorus) is een vogel uit de familie van havikachtigen (Accipitridae).

## Verspreiding en leefgebied
Deze soort komt voor van Zuid-Soedan en Kenia tot Zuid-Afrika.

## Status
De grootte van de populatie is in 2019 geschat op 10-100 duizend vogels. Op de Rode lijst van de IUCN heeft deze soort de status niet bedreigd.